# Circondario del Wesermarsch
Il circondario del Wesemarsch (targa BRA) è un circondario (Landkreis) della Bassa Sassonia, in Germania.
Comprende 9 comuni, 3 di questi sono città.

Il capoluogo è Brake (Unterweser), il centro maggiore Nordenham.

## Geografia antropica
Il circondario del Wesermarsch comprende 3 città e 6 comuni, non associati in alcuna comunità amministrativa.
Tra parentesi i dati della popolazione al 31 dicembre 2021.

### Comuni
1. Berne (6 755)
2. Brake (Unterweser), città (14 884)
3. Butjadingen (6 067)
4. Elsfleth, città (9 113)
5. Jade (5 854)
6. Lemwerder (7 047)
7. Nordenham, città, comune indipendente (25 959)
8. Ovelgönne (5 262)
9. Stadland (7 489)